# Vacov
Vacov (en allemand : Watzau) est une commune du district de Prachatice, dans la région de Bohême-du-Sud, en République tchèque. Sa population s'élevait à 1 459 habitants en 2024.

## Géographie
Vacov se trouve à 25 km au nord-ouest de Prachatice, à 58 km à l'ouest-nord-ouest de České Budějovice et à 117 km au sud-ouest de Prague.
La commune est limitée par Strašín au nord-ouest, par Vrbice et Drážov au nord, par Dřešín et Čkyně à l'est, par Zdíkov au sud, et par Stachy et Nicov à l'ouest.

## Histoire
La première mention écrite du village date de 1193.

## Administration
La commune se compose de quatorze sections :
- Benešova Hora
- Čábuze
- Javorník
- Lhota nad Rohanovem
- Milíkov
- Miřetice
- Mladíkov
- Nespice
- Přečín
- Ptákova Lhota
- Rohanov
- Vacov
- Vlkonice
- Žár

## Galerie

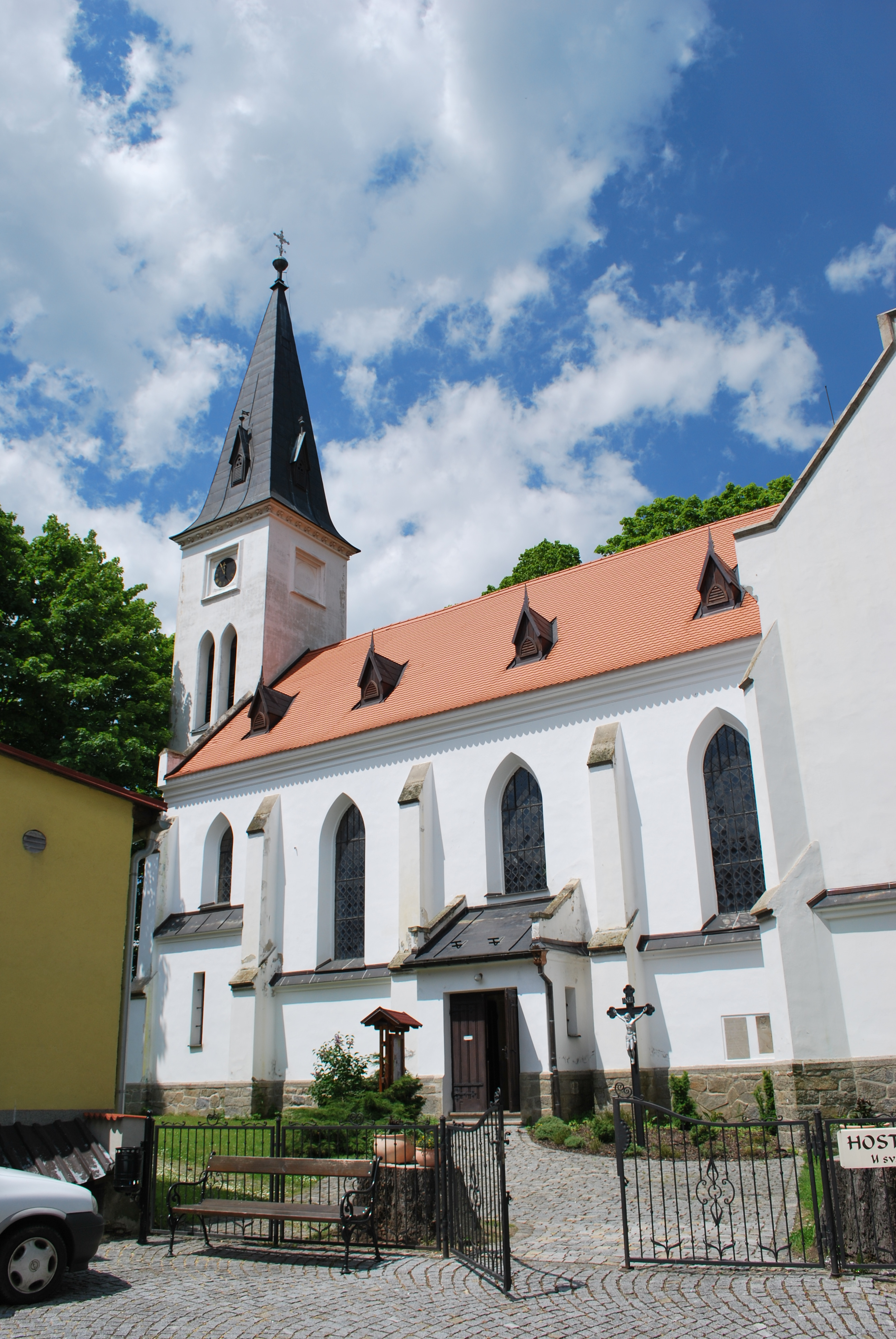
Église Saint-Nicolas.
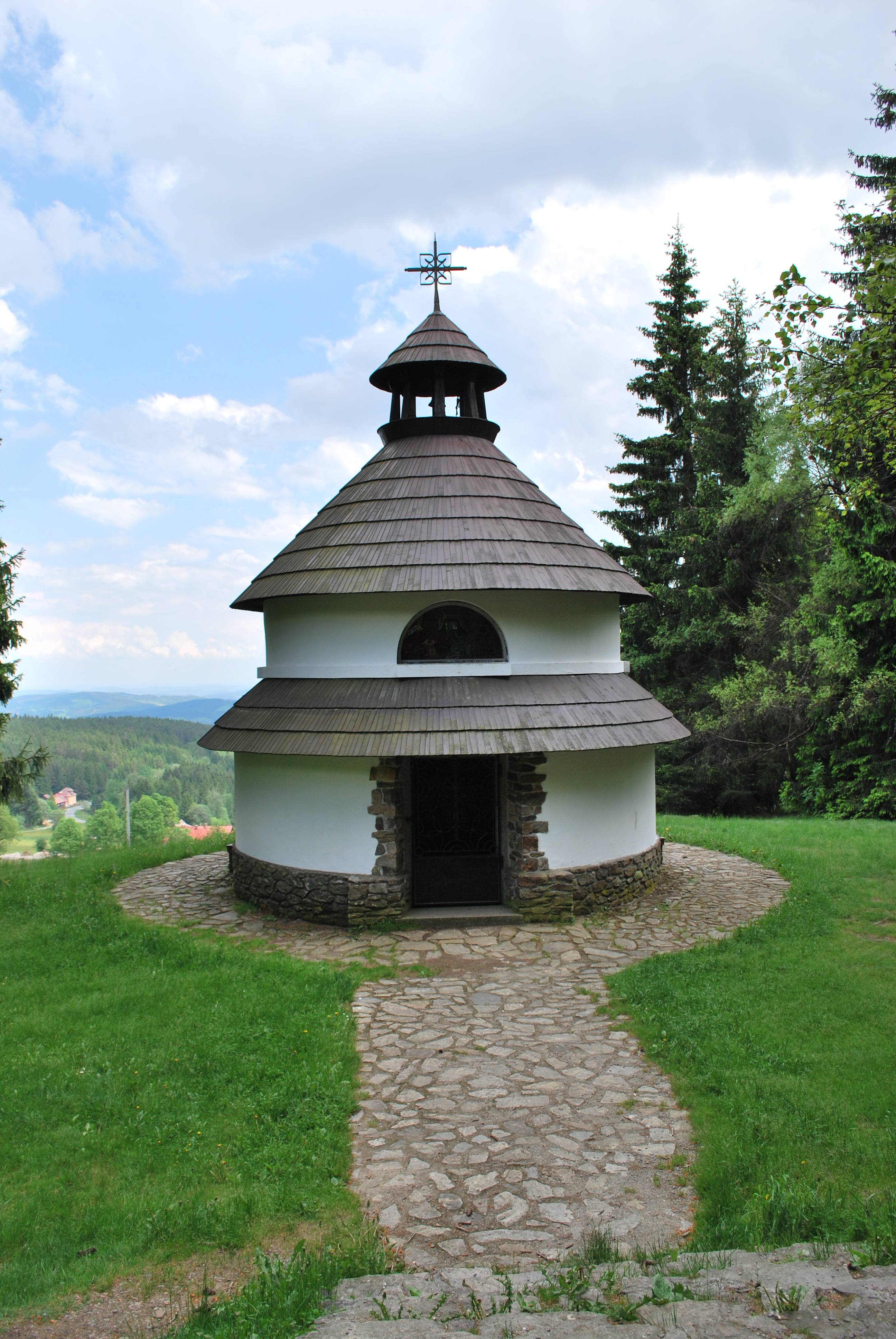
Chapelle à Javorník.
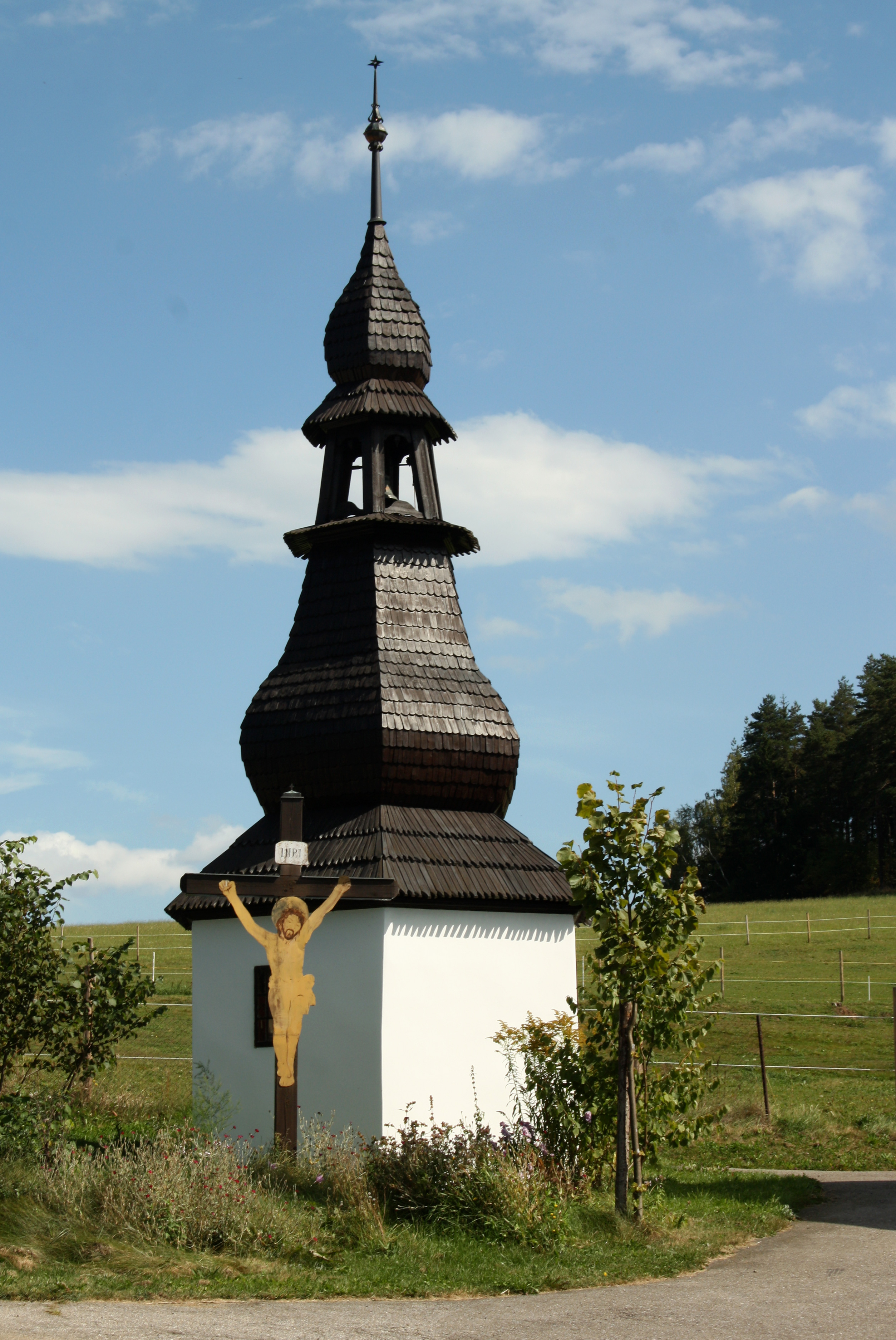
Chapelle à Mladíkov.

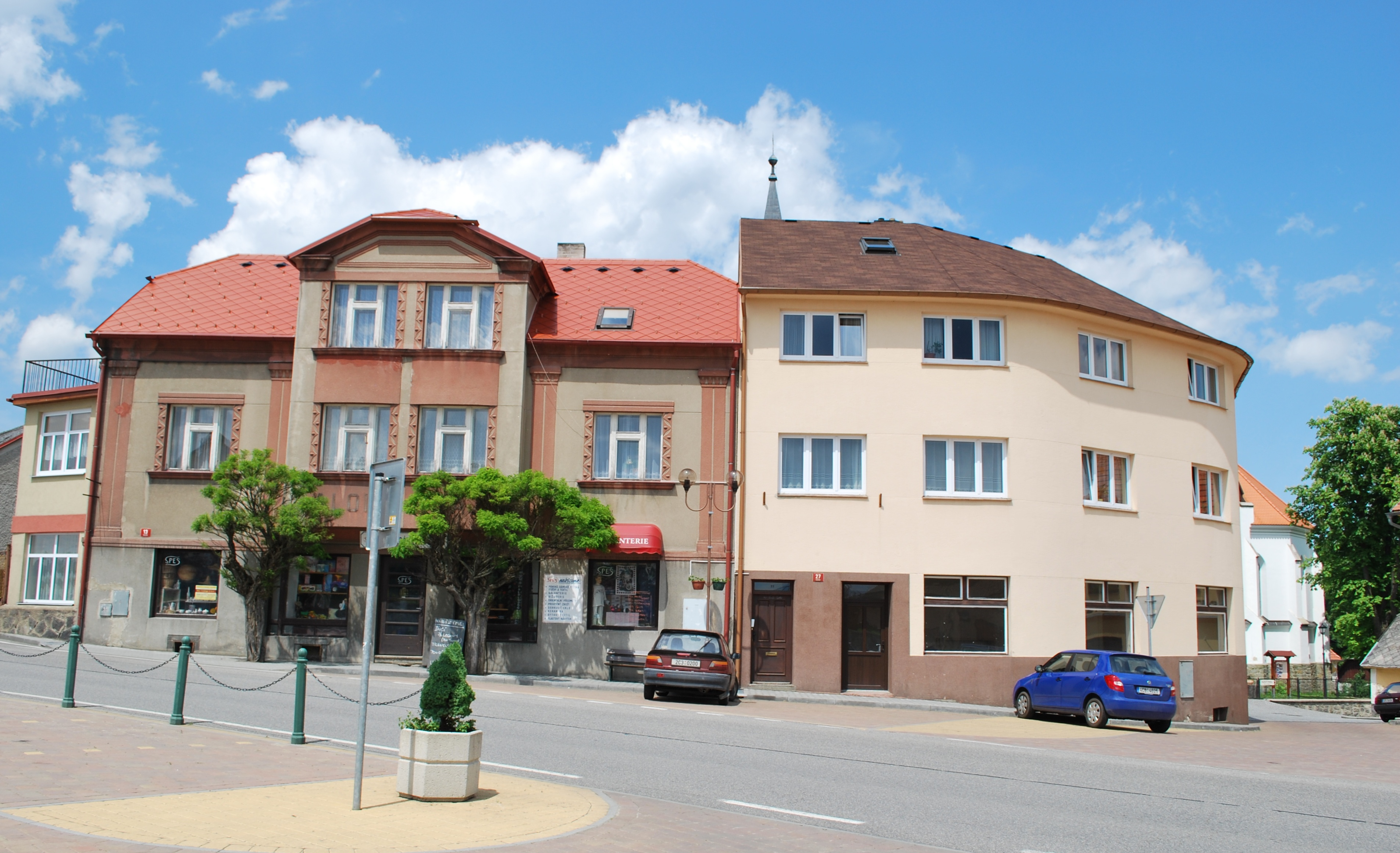
Centre de Vacov.
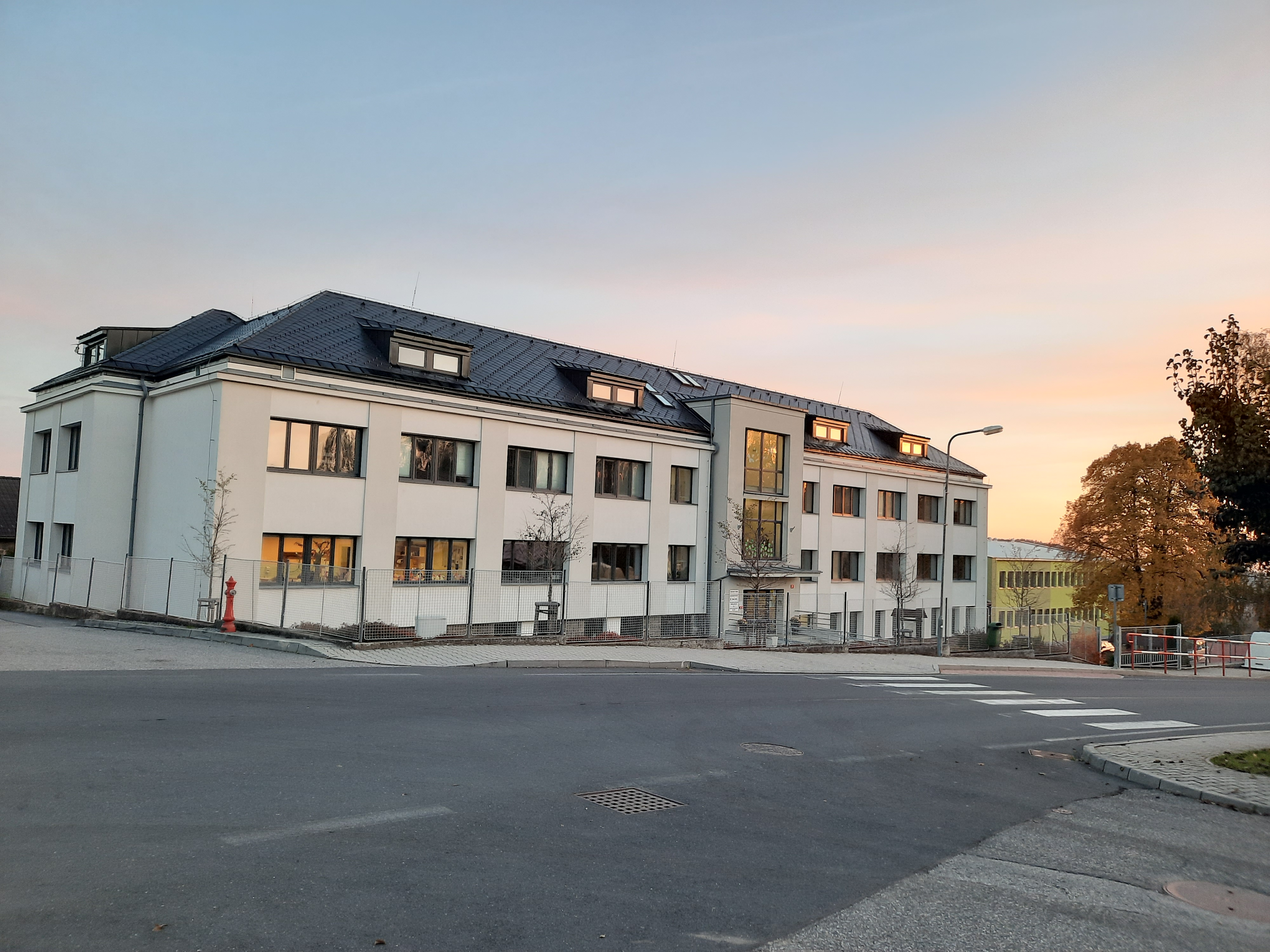
École primaire.

## Transports
Par la route, Vacov se trouve à 17 km de Vimperk, à 33 km de Prachatice, à 68 km de Ceské Budejovice et à 139 km de Prague.